# Vatan ve Hürriyet

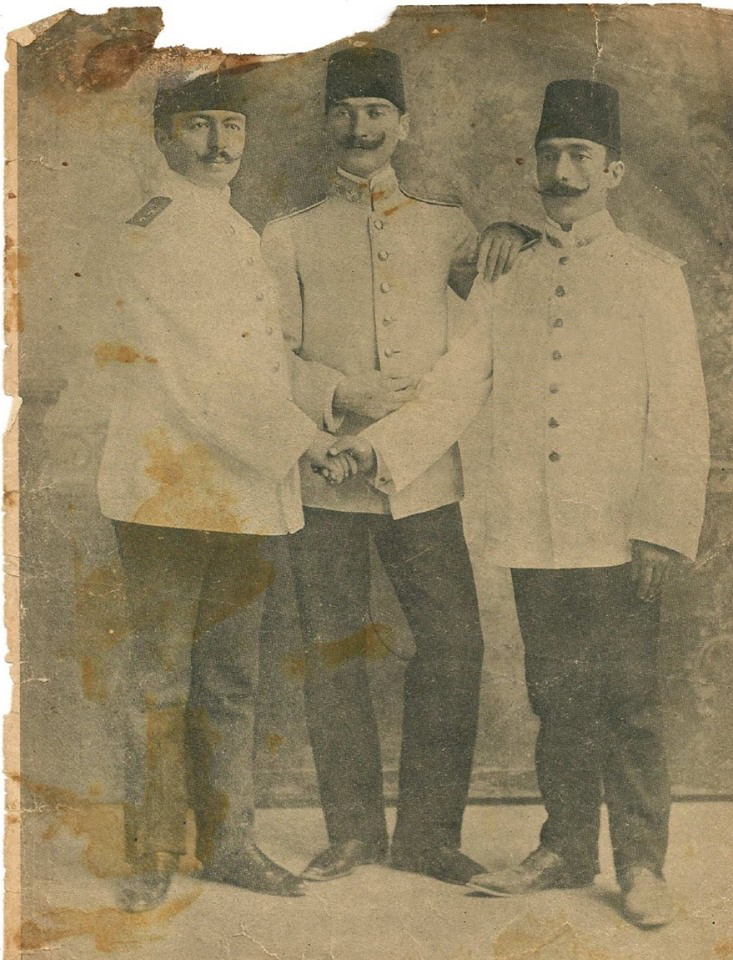
Ufficiali interni per il personale dell'esercito ottomano. Da sinistra a destra: Halil, Mustafa Kemal e Lütfi Müfit, Beirut, 1906.

Vatan ve Hürriyet ("Patria e Libertà" in turco) è stata una piccola società rivoluzionaria segreta di ufficiali riformisti contrari al regime autocratico del sultano ottomano Abdul Hamid II all'inizio del XX secolo. Fu avviata da Mustafa Cantekin mentre era in esilio in Siria. Il futuro fondatore della Repubblica di Turchia, Mustafa Kemal Atatürk, si unì al gruppo nel 1905 come giovane tenente dell'esercito ottomano a Damasco.